# Parnac (Lot)
Parnac é uma comuna francesa na região administrativa de Occitânia, no departamento de Lot. Estende-se por uma área de 5,77 km². Em 2010 a comuna tinha 390 habitantes (densidade: 67,6 hab./km²).